# Frans Van Laere
Frans Van Laere (Overmere, 26 mei 1914 – aldaar, 25 februari 1940) was een Vlaams architect
Van Laere studeerde architectuur aan het Sint-Lucasinstituut te Gent en behaalde er in 1935 het diploma van architect. In datzelfde jaar won hij samen met architect Silvain Smis en stads-ingenieur-architect Van Couillie de architectuurwedstrijd van de stad Oostende voor de bouw van een nieuw gerechtsgebouw.
In 1938 maakte hij de plannen voor het gildehuis van Laarne. In 1938 werd hij ook docent aan het Sint-Lucasinstituut. Dit bleef hij tot aan zijn vroegtijdige dood.